# Damallsvenskan 2016
La Damallsvenskan 2016 è stata la 29ª edizione della massima divisione del campionato svedese femminile di calcio. Il campionato è iniziato il 16 aprile 2016 e si è concluso il 5 novembre 2016. Il Linköping ha vinto il campionato per la seconda volta nella sua storia sportiva.

## Stagione

### Novità
Dalla Damallsvenskan 2015 sono stati retrocessi in Elitettan l'Hammarby e l'AIK. Dall'Elitettan sono stati promossi il Kvarnsveden e il Djurgården.

### Formato
Le 12 squadre si affrontano in un girone all'italiana con partite di andata e ritorno, per un totale di 22 giornate. La squadra prima classificata è campione di Svezia, mentre le ultime due classificate retrocedono in Elitettan. Le prime due classificate sono ammesse alla UEFA Women's Champions League 2017-2018.

## Squadre partecipanti
| Club                 | Città        | Stadio                | Stagione 2015               |
| -------------------- | ------------ | --------------------- | --------------------------- |
| Djurgården           | Stoccolma    | Stadio Olimpico       | 2º posto in Elitettan       |
| Eskilstuna United    | Eskilstuna   | Tunavallen            | 2º posto in Damallsvenskan  |
| KIF Örebro           | Örebro       | Behrn Arena           | 5º posto in Damallsvenskan  |
| Kopparbergs/Göteborg | Göteborg     | Valhalla Idrottsplats | 6º posto in Damallsvenskan  |
| Kristianstads DFF    | Kristianstad | Vilans Idrottsplats   | 7º posto in Damallsvenskan  |
| Kvarnsvedens IK      | Borlänge     | Ljungbergsplanen      | 1º posto in Elitettan       |
| Linköping            | Linköping    | Linköping Arena       | 4º posto in Damallsvenskan  |
| Mallbackens IF Sunne | Lysvik       | Strandvallen          | 10º posto in Damallsvenskan |
| Piteå IF             | Piteå        | LF Arena              | 3º posto in Damallsvenskan  |
| Rosengård            | Malmö        | Malmö Idrottsplats    | Campione di Svezia          |
| Umeå IK              | Umeå         | T3 Arena              | 8º posto in Damallsvenskan  |
| Vittsjö GIK          | Vittsjö      | Vittsjö Idrottsplats  | 9º posto in Damallsvenskan  |

## Classifica finale
Fonte: sito ufficiale.
|  | Pos. | Squadra              | Pt | G  | V  | N | P  | GF | GS | DR  |
|  | ---- | -------------------- | -- | -- | -- | - | -- | -- | -- | --- |
|  | 1.   | Linköping            | 62 | 22 | 20 | 2 | 0  | 73 | 14 | +59 |
|  | 2.   | Rosengård            | 52 | 22 | 16 | 4 | 2  | 62 | 13 | +49 |
|  | 3.   | Eskilstuna United    | 38 | 22 | 11 | 5 | 6  | 34 | 26 | +8  |
|  | 4.   | Piteå IF             | 37 | 22 | 10 | 7 | 5  | 29 | 31 | -2  |
|  | 5.   | Kopparbergs/Göteborg | 33 | 22 | 9  | 6 | 7  | 35 | 24 | +11 |
|  | 6.   | Djurgården           | 27 | 22 | 7  | 6 | 9  | 32 | 34 | -2  |
|  | 7.   | Vittsjö GIK          | 24 | 22 | 5  | 9 | 8  | 29 | 37 | -8  |
|  | 8.   | KIF Örebro           | 23 | 22 | 5  | 8 | 9  | 27 | 38 | -11 |
|  | 9.   | Kvarnsvedens IK      | 23 | 22 | 5  | 8 | 9  | 30 | 48 | -18 |
|  | 10.  | Kristianstads DFF    | 15 | 22 | 3  | 6 | 13 | 18 | 35 | -17 |
|  | 11.  | Umeå IK              | 13 | 22 | 2  | 7 | 13 | 16 | 47 | -31 |
|  | 12.  | Mallbackens IF Sunne | 13 | 22 | 3  | 4 | 15 | 19 | 57 | -38 |

Legenda:
      Campione di Svezia e ammessa alla UEFA Women's Champions League 2017-2018.
      Ammessa alla UEFA Women's Champions League 2017-2018.
      Retrocesse in Elitettan.
Note:
Tre punti a vittoria, uno a pareggio, zero a sconfitta.

## Risultati

### Tabellone
|                   | Dju  | Esk  | KIF  | KGö  | Kri  | Kva  | Lin  | Mal  | Pit  | Ros  | Ume  | Vit  |
| ----------------- | ---- | ---- | ---- | ---- | ---- | ---- | ---- | ---- | ---- | ---- | ---- | ---- |
| Djurgårdens       | –––– | 3-3  | 1-2  | 2-1  | 2-0  | 2-2  | 0-1  | 2-1  | 1-1  | 0-3  | 1-3  | 3-1  |
| Eskilstuna United | 2-1  | –––– | 3-0  | 0-0  | 1-0  | 2-0  | 1-3  | 0-0  | 2-2  | 0-1  | 2-0  | 2-1  |
| KIF Örebro        | 0-3  | 1-4  | –––– | 1-3  | 3-1  | 1-2  | 2-2  | 4-0  | 0-0  | 0-2  | 1-1  | 3-1  |
| K. Göteborg       | 1-0  | 1-3  | 0-0  | –––– | 3-1  | 2-1  | 1-2  | 4-0  | 3-1  | 1-2  | 5-2  | 2-2  |
| Kristianstad      | 0-2  | 0-1  | 2-2  | 1-1  | –––– | 2-0  | 1-4  | 1-0  | 0-1  | 0-2  | 1-1  | 1-1  |
| Kvarnsveden       | 2-2  | 1-1  | 0-1  | 0-2  | 2-2  | –––– | 1-2  | 3-1  | 2-2  | 0-4  | 3-1  | 1-1  |
| Linköping         | 3-1  | 5-0  | 4-1  | 1-0  | 2-0  | 8-0  | –––– | 4-2  | 3-2  | 1-0  | 3-0  | 8-0  |
| Mallbacken        | 0-3  | 2-1  | 3-3  | 0-3  | 0-1  | 1-3  | 0-6  | –––– | 4-0  | 0-6  | 1-0  | 1-2  |
| Piteå             | 2-0  | 2-1  | 2-1  | 2-0  | 2-1  | 2-2  | 1-4  | 2-1  | –––– | 1-1  | 1-0  | 2-1  |
| Rosengård         | 2-2  | 1-2  | 3-0  | 2-1  | 2-1  | 6-1  | 1-1  | 7-0  | 4-0  | –––– | 5-1  | 4-1  |
| Umeå IK           | 0-0  | 1-3  | 1-1  | 0-0  | 2-1  | 1-2  | 0-4  | 1-1  | 1-1  | 0-4  | –––– | 0-2  |
| Vittsjö           | 4-1  | 1-0  | 0-0  | 2-2  | 1-1  | 2-2  | 0-2  | 1-1  | 0-1  | 0-0  | 5-0  | –––– |

## Statistiche

### Classifica marcatrici
Fonte: sito ufficiale.
| Gol |  |  | Giocatore          | Squadra           |
| --- |  |  | ------------------ | ----------------- |
| 23  |  |  | Pernille Harder    | Linköping         |
| 19  |  |  | Stina Blackstenius | Linköping         |
| 15  |  |  | Tabitha Chawinga   | Kvarnsveden       |
| 13  |  |  | Ella Masar         | Rosengård         |
| 13  |  |  | Marta              | Rosengård         |
| 12  |  |  | Pauline Hammarlund | K. Göteborg       |
| 12  |  |  | Mimmi Larsson      | Eskilstuna United |
| 12  |  |  | Lieke Martens      | Rosengård         |